# اندیس سنگ تزئینی ۳۲۳۸
سنگ تزئینی ۳۲۳۸ یک اندیس مصالح ساختمانی است که در حوالی شهر سعادت آباد استان فارس قرار دارد و مادهٔ معدنی موجود در آن، سنگ تزئینی است.